# Aéroport de Hiroshima
L'aéroport de Hiroshima (広島空港, Hiroshima Kūkō) (code IATA : HIJ • code OACI : RJOA) est un aéroport desservant la ville de Hiroshima et situé à cinquante kilomètres à l'est, dans la ville de Mihara, dans la préfecture de Hiroshima, au Japon. C'est l'aéroport le plus important de la région de Chūgoku.

## Situation

### Carte des 50 principaux aéroports du Japon
| Akita Amami Aomori Asahikawa Chūbu Fukuoka Fukushima Hakodate Hanamaki Hiroshima Ibaraki Ishigaki Izumo Kagoshima Kansai Kitakyushu Kobe Kōchi Komatsu Kumamoto Kumejima Kushiro Iwakuni Matsuyama Memanbetsu Miho-Yonago Misawa Miyako Miyazaki Nagasaki Nagoya Naha Tokyo · Narita Niigata Ōita Okayama Osaka Saga Sendai Shin-Chitose Shizuoka Shonai Takamatsu Tokachi-Obihiro Tokushima Tokyo · Haneda Tottori Toyama Tsushima Yamaguchi Ube |

## Histoire
Le nouvel aéroport de Hiroshima voit le jour en  1993 en remplacement de l'ancien aéroport de Hiroshima, rebaptisé « aéroport de Hiroshima-Nishi ». Situé en front de mer, l'ancien aéroport ne pouvait plus être étendu et accueillir des appareils plus imposants. En 1994, le nouvel aéroport de Hiroshima est rebaptisé « aéroport de Hiroshima ».
La piste unique de l'aéroport était à l'origine de 2 500 mètres (700 m plus longue qu'à Hiroshima-Nishi). Elle est ensuite rallongée à 3 000 mètres en 2001, et son Instrument Landing System est rénové (CAT-IIIa en 2008 et CAT-IIIb en 2009).

## Compagnies aériennes et destinations
| Compagnies                                 | Destinations                             |
| ------------------------------------------ | ---------------------------------------- |
| Air China                                  | Pékin-Capitale, Dalian-Zhoushuizi        |
| All Nippon Airways                         | Okinawa-Naha, Shin-Chitose, Tokyo-Haneda |
| All Nippon Airways opéré par Ibex Airlines | Sendai, Tokyo-Narita                     |
| China Airlines                             | Taïwan-Taoyuan                           |
| China Eastern Airlines                     | Shanghai-Pudong                          |
| HK Express                                 | Hong Kong                                |
| Japan Airlines                             | Shin-Chitose, Tokyo-Haneda               |
| Nok Air                                    | Bangkok-Don Muang                        |
| SilkAir                                    | Singapour-Changi                         |
| Spring Airlines Japan                      | Tokyo-Narita                             |

Édité le 9 janvier 2020

## Statistiques
80 % du trafic de l'aéroport concerne la ligne vers l'aéroport international de Tokyo-Haneda ; c'est la cinquième route aérienne japonaise la plus fréquentée.
Pour des raisons techniques, il est temporairement impossible d'afficher le graphique qui aurait dû être présenté ici.

Voir la requête brute et les sources sur Wikidata.